# Пельгржимов
Пельгржимов (чеськ. Pelhřimov) — місто в Чехії в краї Височина, адміністративний центр однойменного району.

## Історія
Місто було засноване у XIII ст. Розвиток міста був пов'язаний з виявленням у його околицях покладів срібла. До 1416 місто був власністю празького архієпископа, під час і після гуситських війн неодноразово змінював господаря. У 1440-х роках тут пройшло чотири з'їзди, які мали за мету примирити між собою різні християнські конфесії Чехії. З 1596 року Пельгржимов отримав статус королівського (самоврядного) міста.

## Населення
| Рік  | Чисельність | Чисельність |
| ---- | ----------- | ----------- |
| 1869 | 8387        | [ 8 ]       |
| 1880 | 8689        | [ 8 ]       |
| 1890 | 8738        | [ 8 ]       |
| 1900 | 8894        | [ 8 ]       |
| 1910 | 9938        | [ 8 ]       |
| 1921 | 10 079      | [ 8 ]       |
| 1930 | 10 259      | [ 8 ]       |
| 1950 | 9198        | [ 8 ]       |

| Рік  | Чисельність | Чисельність |
| ---- | ----------- | ----------- |
| 1961 | 9754        | [ 8 ]       |
| 1970 | 11 559      | [ 8 ]       |
| 1980 | 14 239      | [ 8 ]       |
| 1980 | 17 833      | [ 3 ]       |
| 1991 | 16 792      | [ 3 ]       |
| 1991 | 16 480      | [ 8 ]       |
| 2001 | 16 590      | [ 3 ]       |
| 2001 | 16 590      | [ 8 ]       |

| Рік  | Чисельність | Чисельність |
| ---- | ----------- | ----------- |
| 2011 | 16 232      | [ 3 ]       |
| 2014 | 16 203      | [ 9 ]       |
| 2016 | 16 124      | [ 10 ]      |
| 2017 | 16 044      | [ 11 ]      |
| 2018 | 16 105      | [ 12 ]      |
| 2019 | 16 069      | [ 13 ]      |
| 2020 | 16 048      | [ 14 ]      |
| 2021 | 16 012      | [ 15 ]      |

| Рік  | Чисельність | Чисельність |
| ---- | ----------- | ----------- |
| 2021 | 15 577      | [ 16 ]      |
| 2022 | 15 755      | [ 17 ]      |
| 2023 | 16 423      | [ 18 ]      |
| 2024 | 16 420      | [ 19 ]      |
| 2025 | 16 206      | [ 5 ]       |

| Рік  | Чисельність | Чисельність |
| ---- | ----------- | ----------- |
| 1869 | 8387        | [ 8 ]       |
| 1880 | 8689        | [ 8 ]       |
| 1890 | 8738        | [ 8 ]       |
| 1900 | 8894        | [ 8 ]       |
| 1910 | 9938        | [ 8 ]       |
| 1921 | 10 079      | [ 8 ]       |
| 1930 | 10 259      | [ 8 ]       |
| 1950 | 9198        | [ 8 ]       |

| Рік  | Чисельність | Чисельність |
| ---- | ----------- | ----------- |
| 1961 | 9754        | [ 8 ]       |
| 1970 | 11 559      | [ 8 ]       |
| 1980 | 14 239      | [ 8 ]       |
| 1980 | 17 833      | [ 3 ]       |
| 1991 | 16 792      | [ 3 ]       |
| 1991 | 16 480      | [ 8 ]       |
| 2001 | 16 590      | [ 3 ]       |
| 2001 | 16 590      | [ 8 ]       |

| Рік  | Чисельність | Чисельність |
| ---- | ----------- | ----------- |
| 2011 | 16 232      | [ 3 ]       |
| 2014 | 16 203      | [ 9 ]       |
| 2016 | 16 124      | [ 10 ]      |
| 2017 | 16 044      | [ 11 ]      |
| 2018 | 16 105      | [ 12 ]      |
| 2019 | 16 069      | [ 13 ]      |
| 2020 | 16 048      | [ 14 ]      |
| 2021 | 16 012      | [ 15 ]      |

| Рік  | Чисельність | Чисельність |
| ---- | ----------- | ----------- |
| 2021 | 15 577      | [ 16 ]      |
| 2022 | 15 755      | [ 17 ]      |
| 2023 | 16 423      | [ 18 ]      |
| 2024 | 16 420      | [ 19 ]      |
| 2025 | 16 206      | [ 5 ]       |

## Галерея

Архітектурні пам'ятки
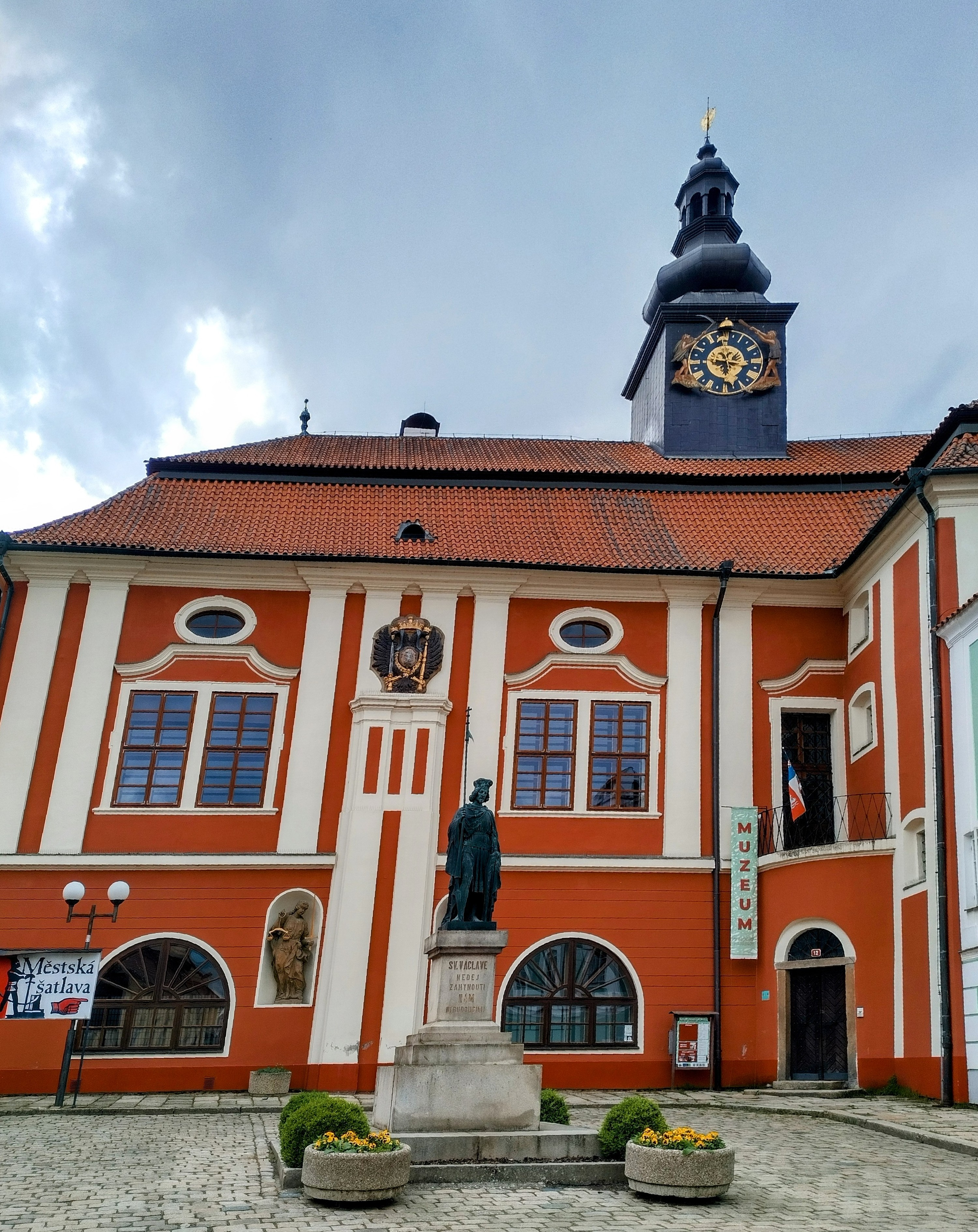
Замок панів Річан
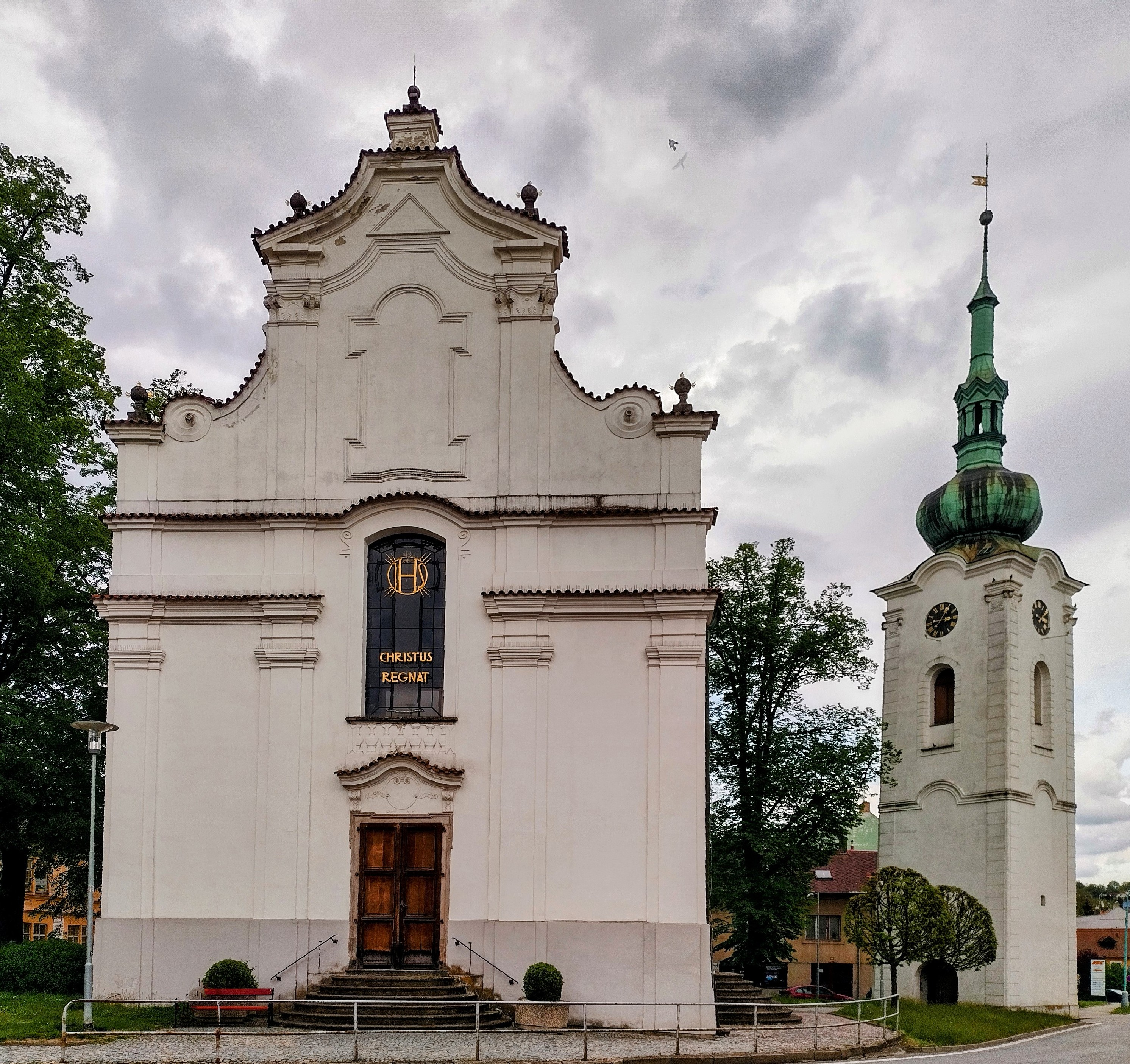
Костел Святого Віта
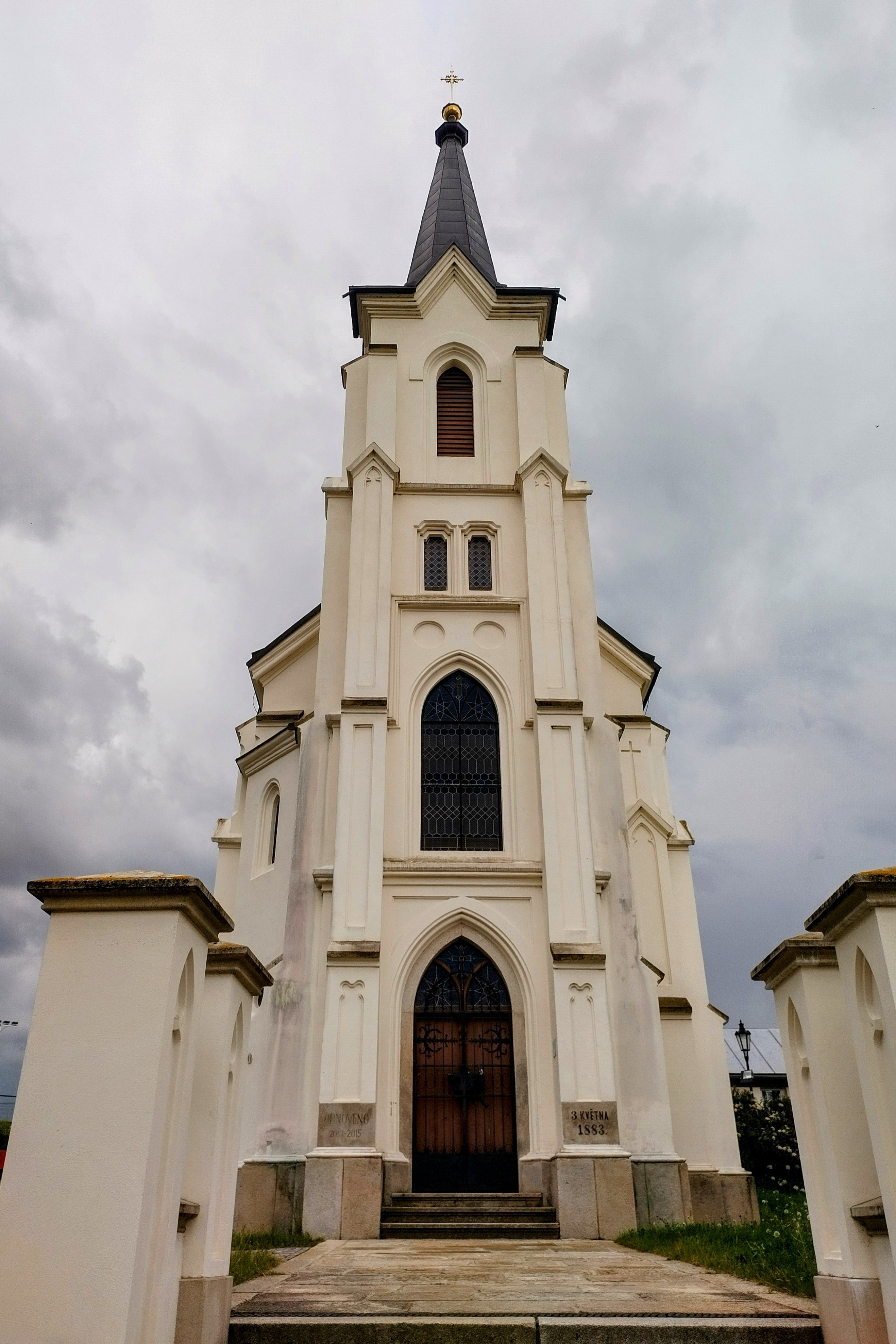
Костел Святого Хреста
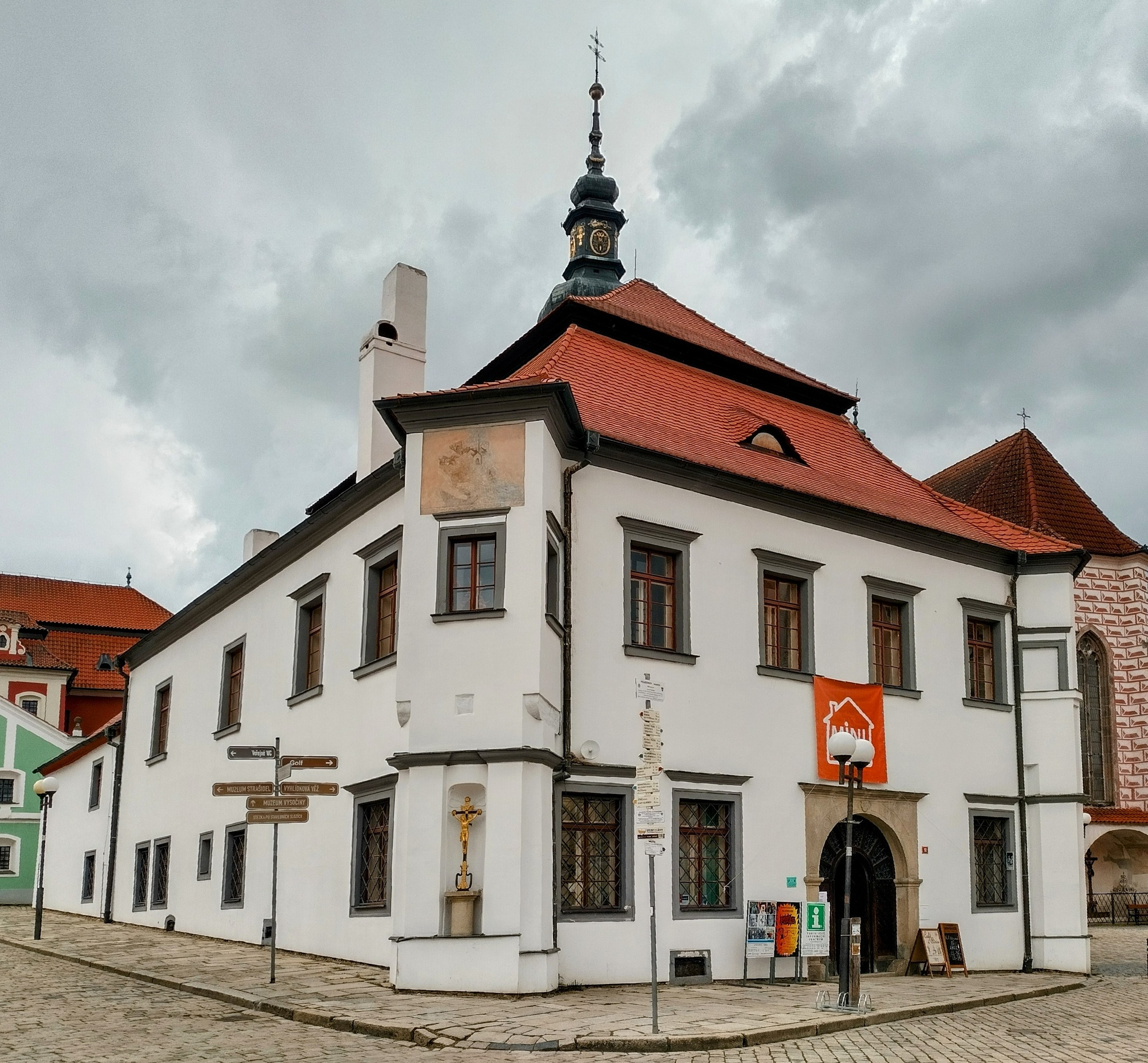
"Будинок столяра"
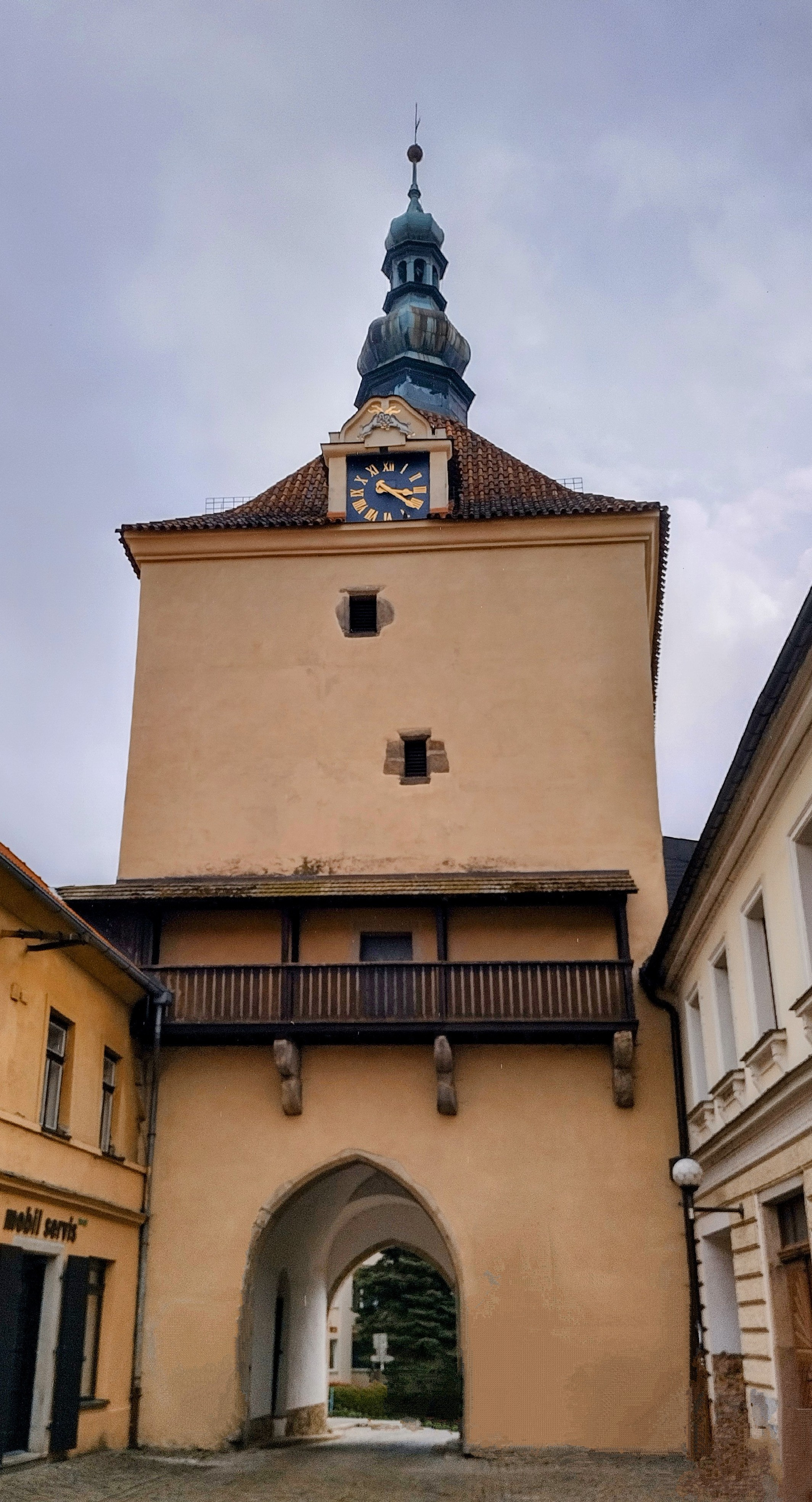
Верхня (Ринарецька) брама
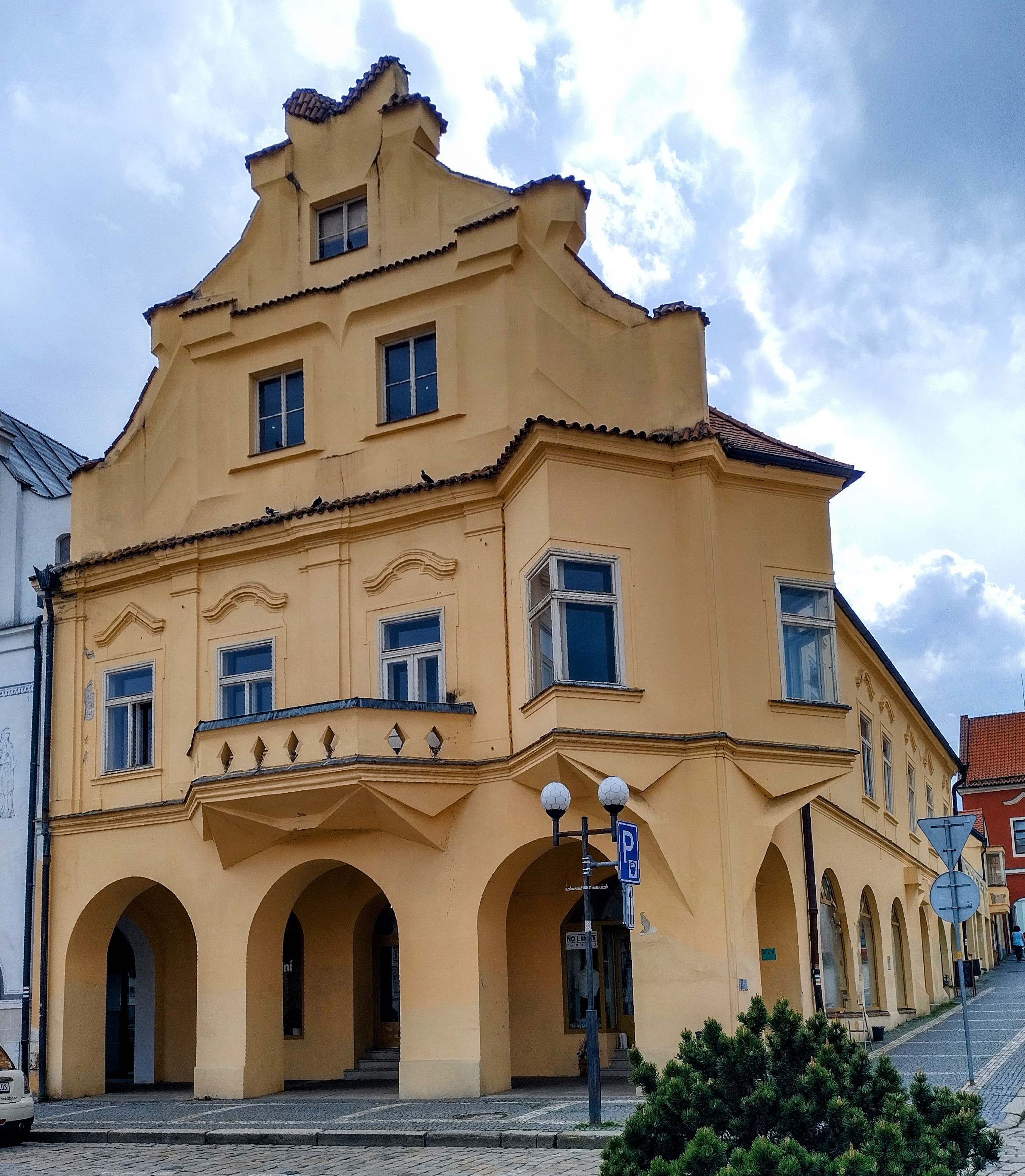
"Далекий будинок"
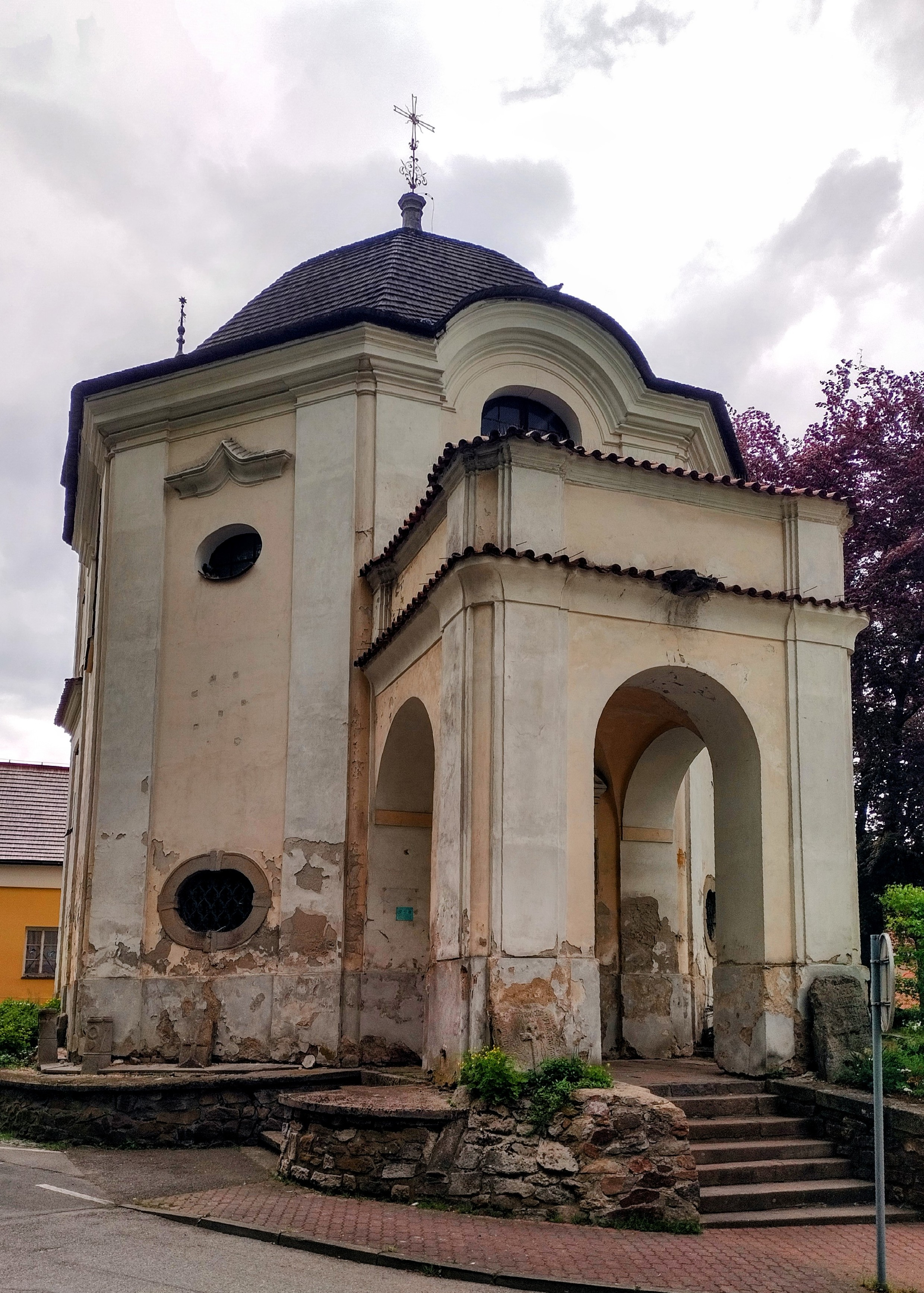
Каплиця Матері Божої Скорботної
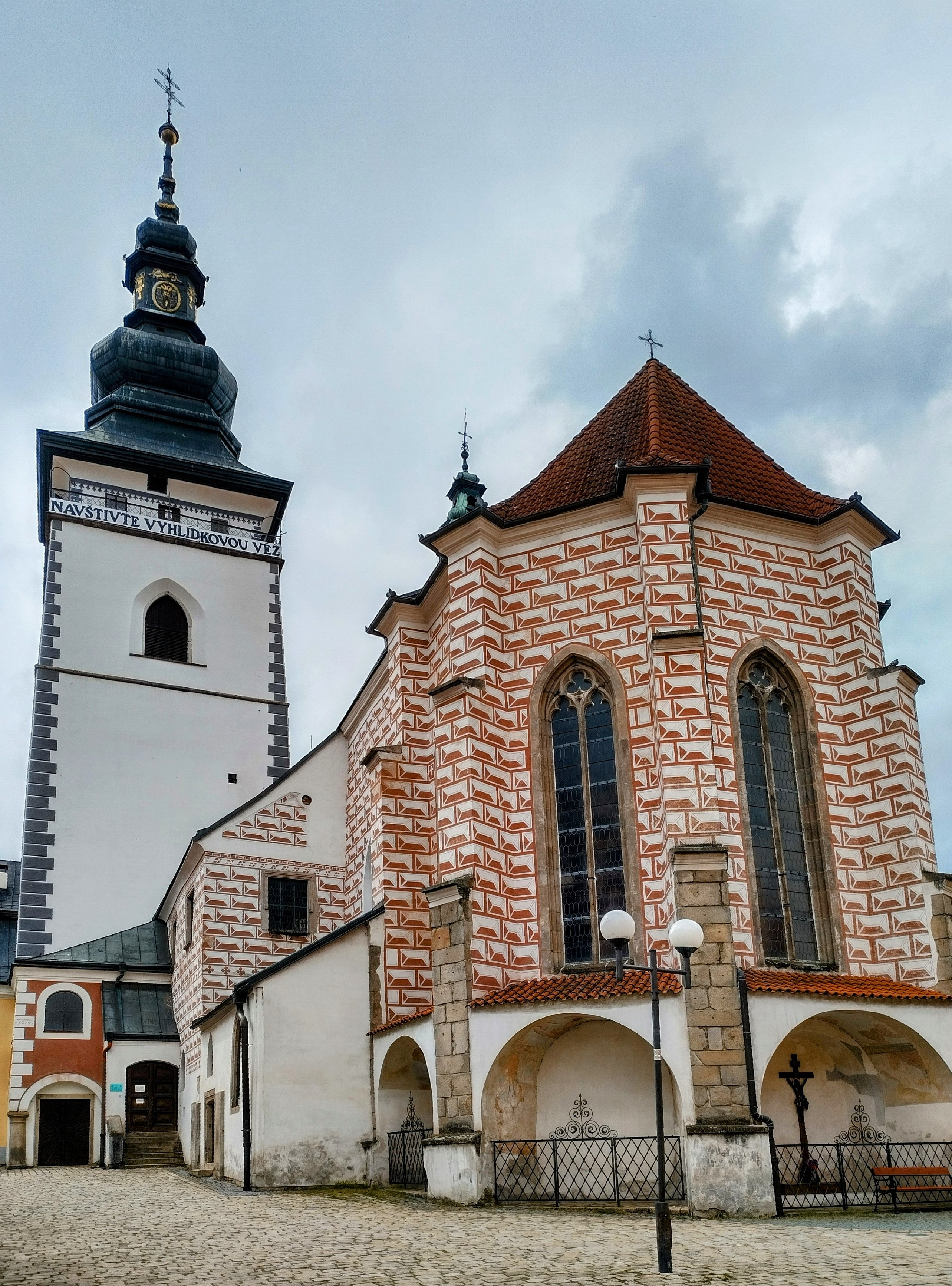
Костел Святого Варфоломія
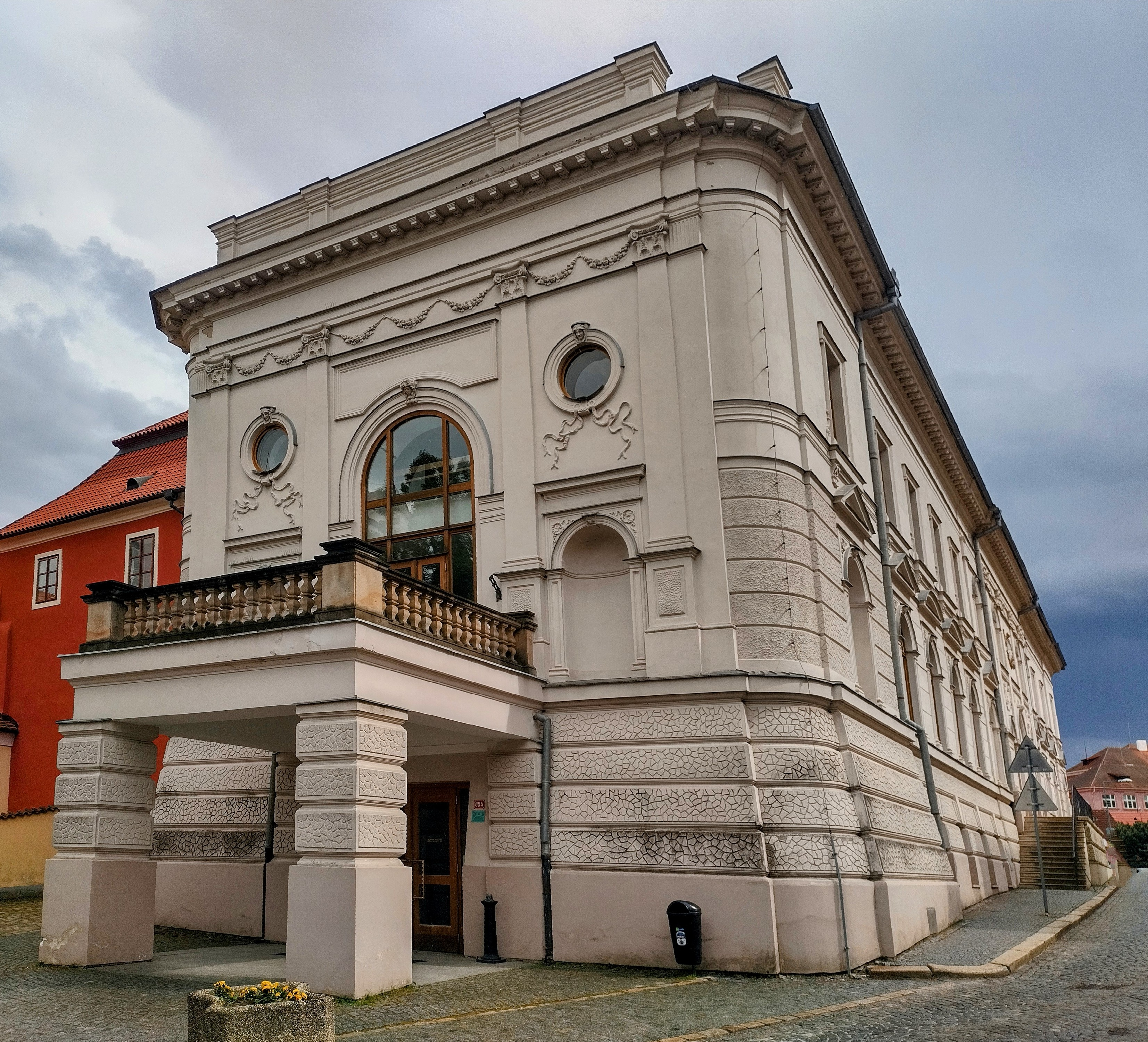
Міський театр
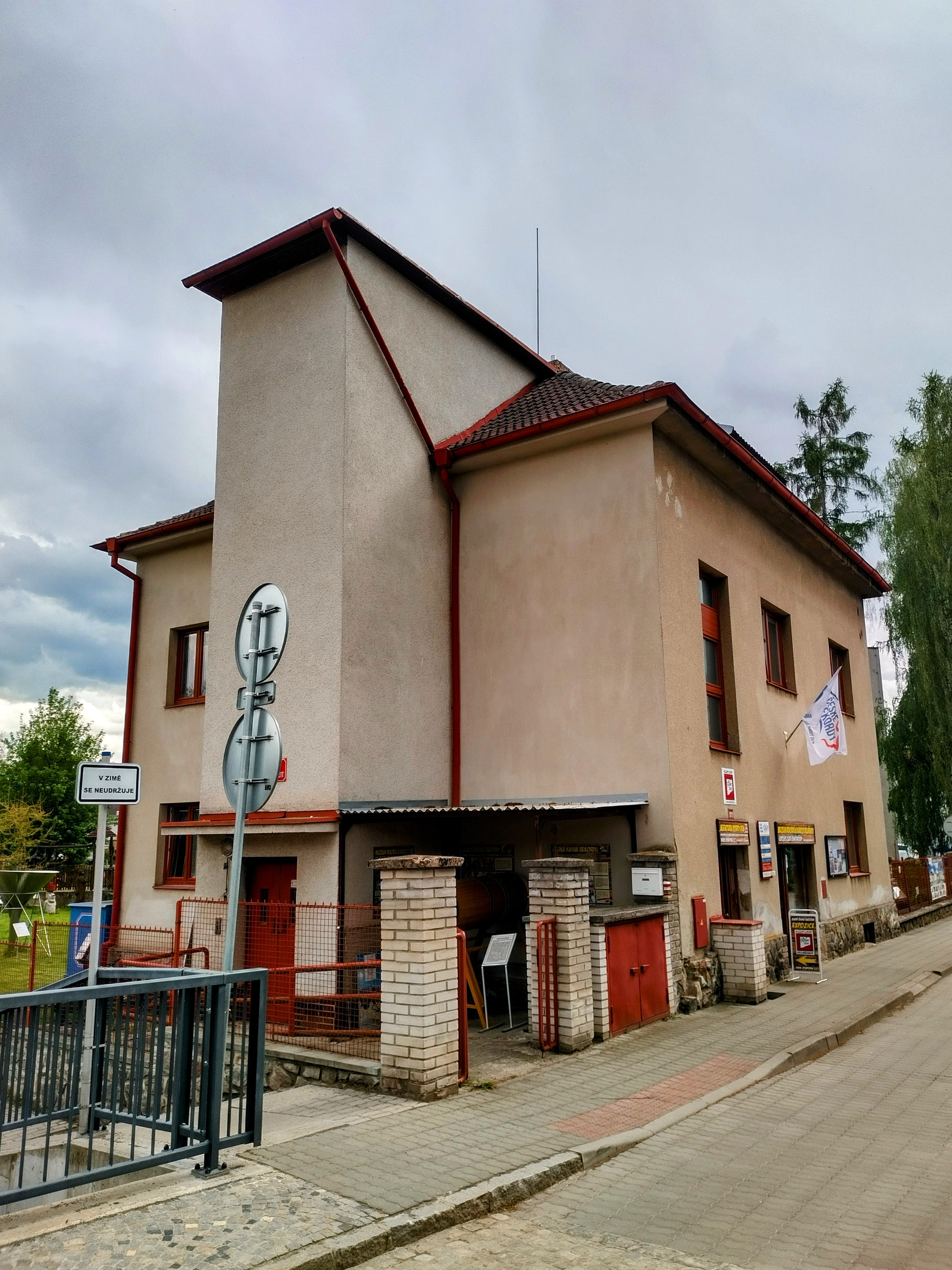
Музей рекордів та курйозів
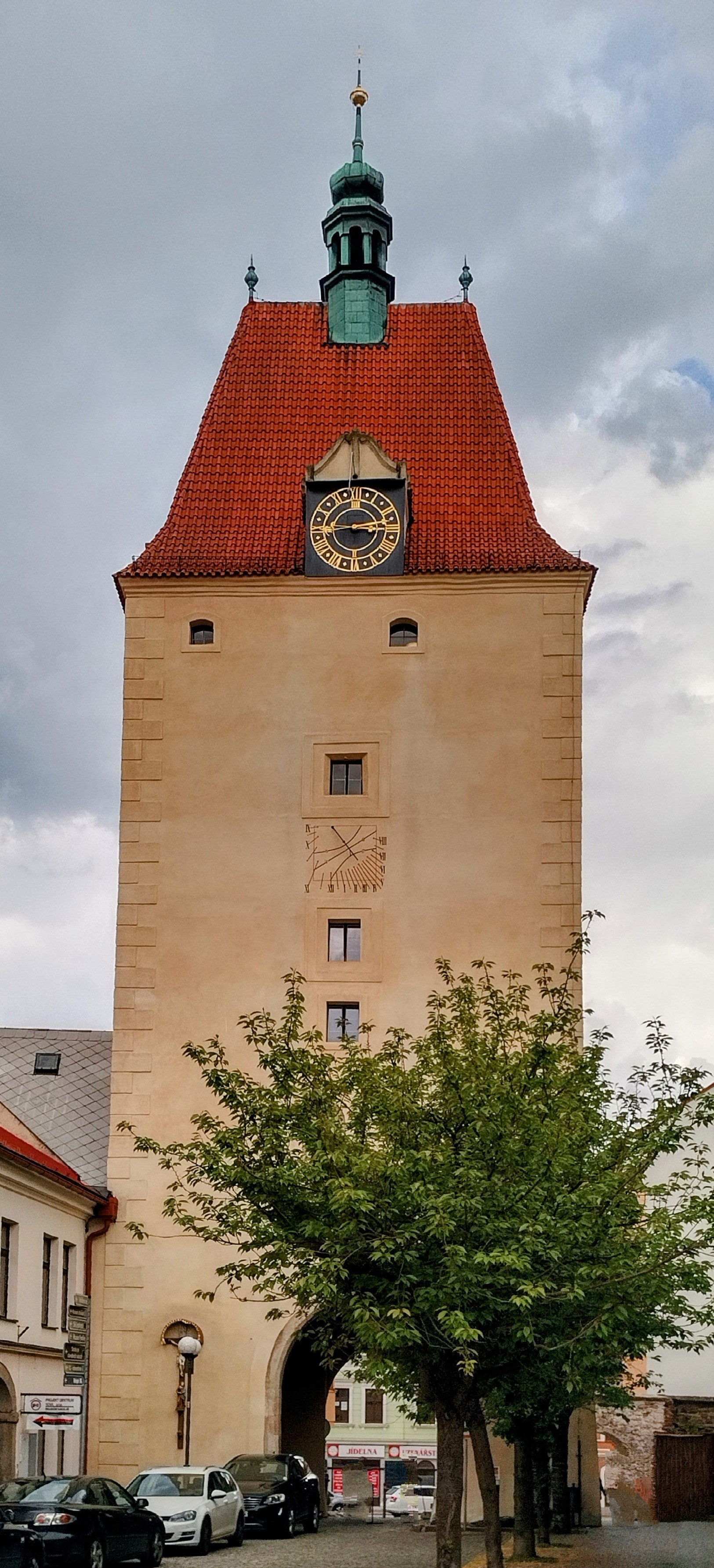
Нижня (Їглавська) брама
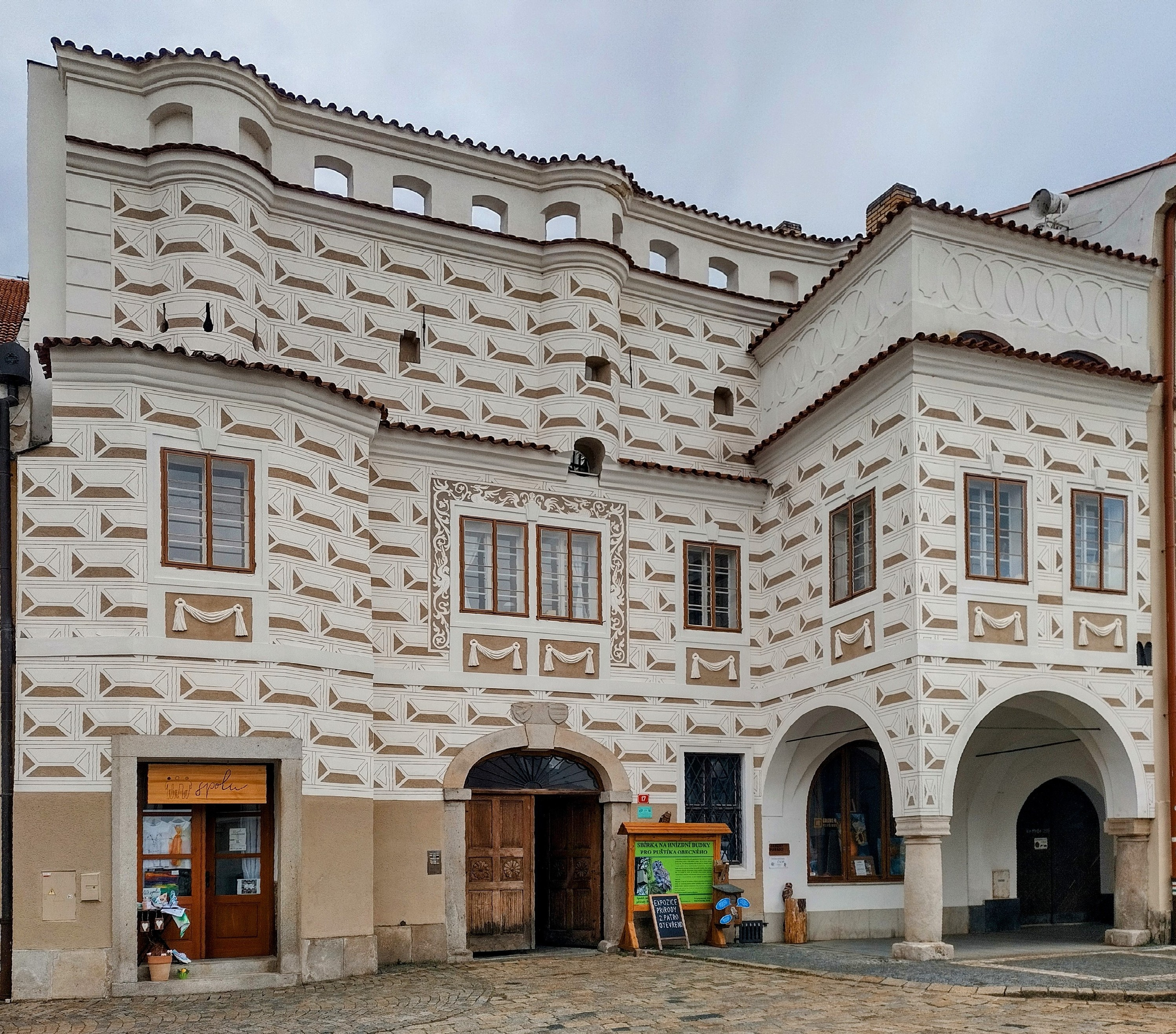
"Ренесансний будинок" (Музей привидів)

Пам'ятники, фонтани, пам'ятки
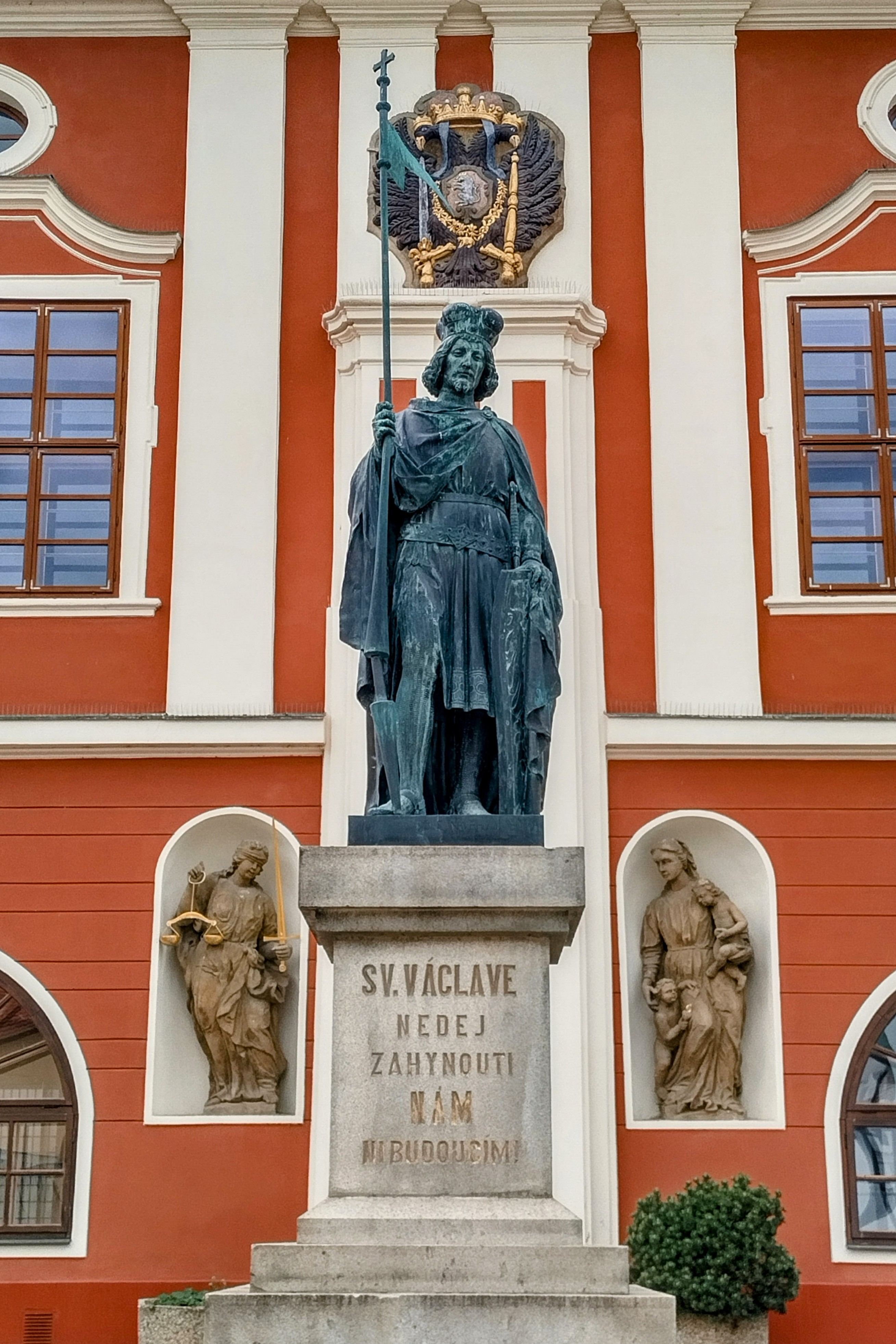
Святий Вацлав
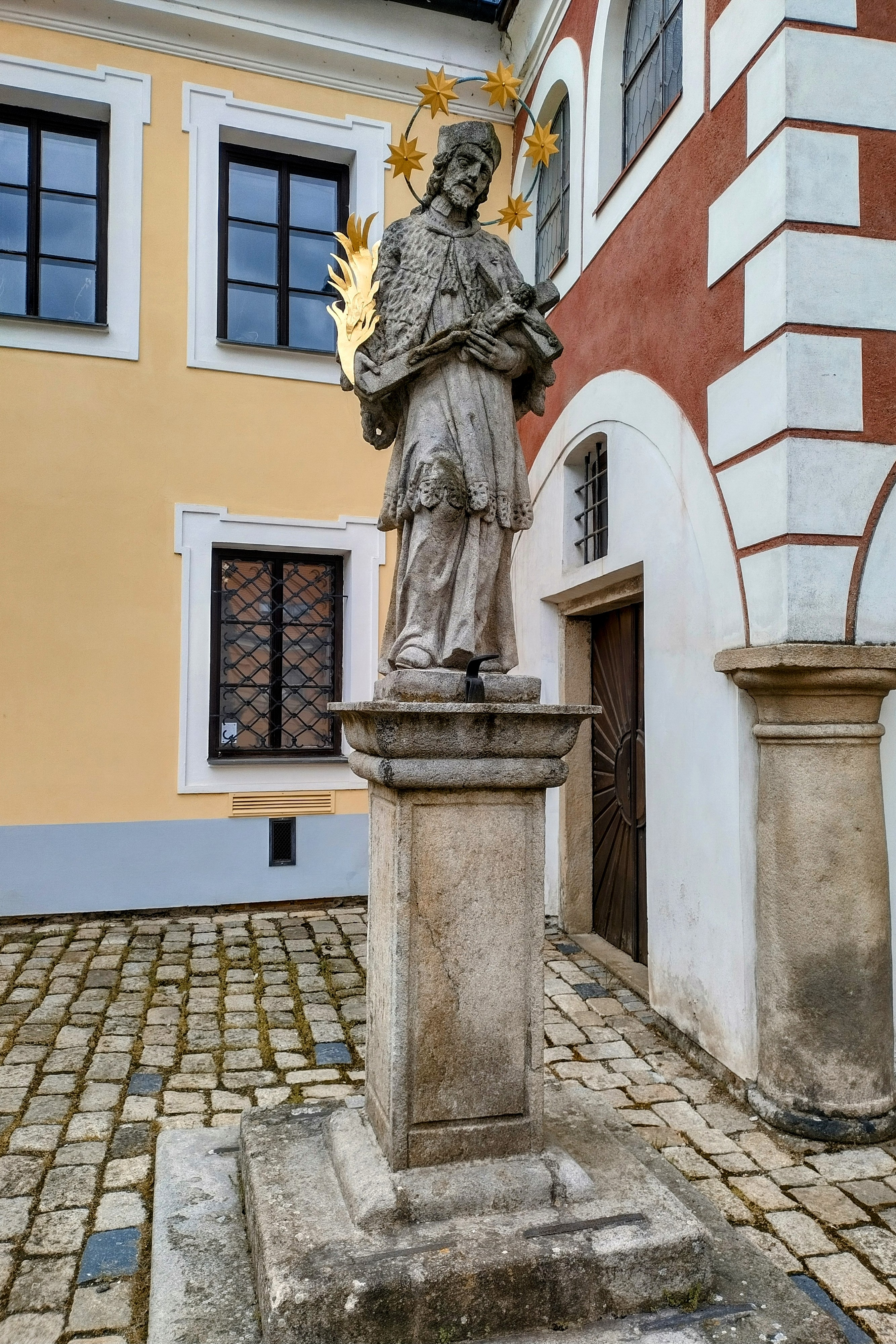
Ян Непомуцький біля костелу Святого Варфоломія
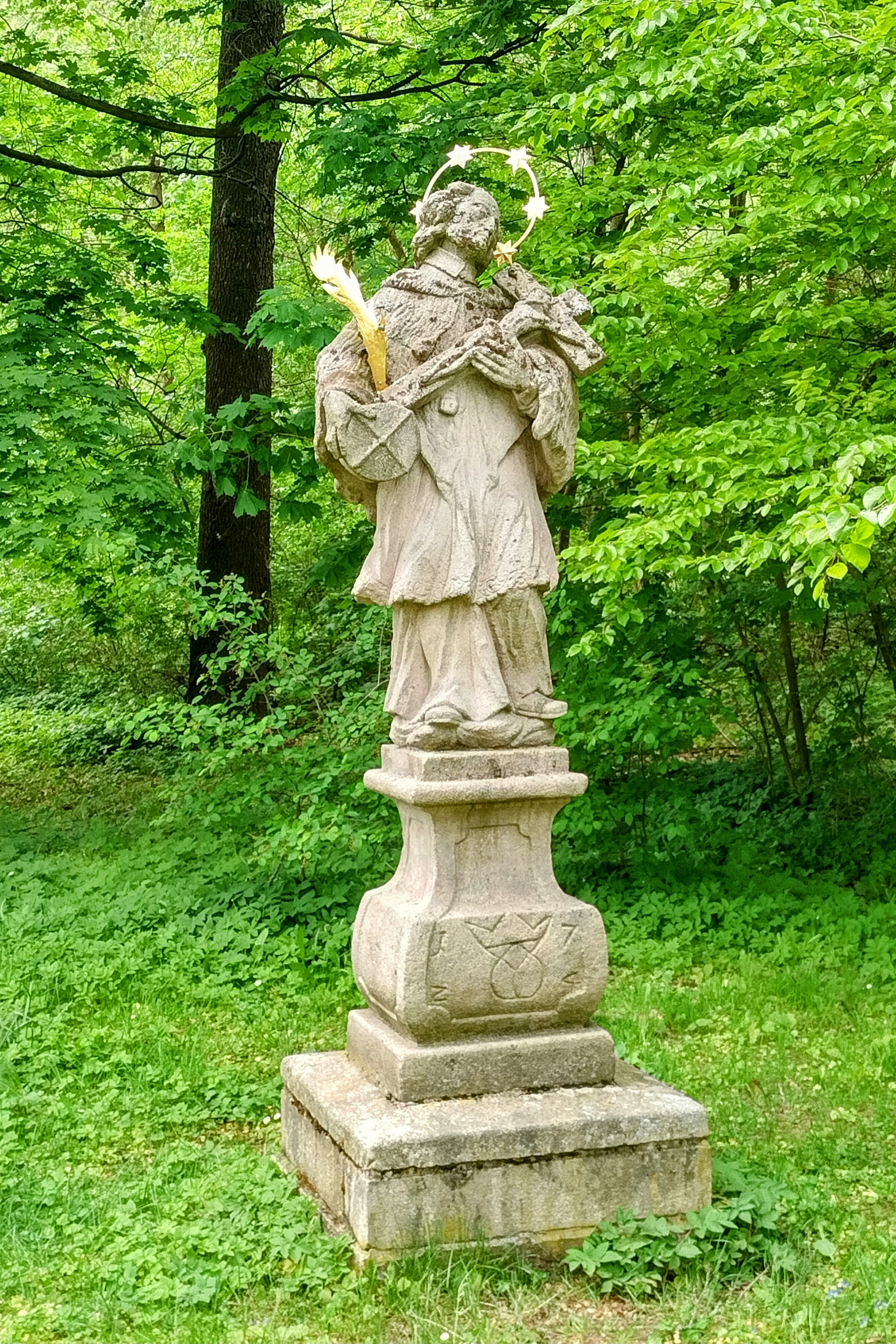
Ян Непомуцький у місцевому парку
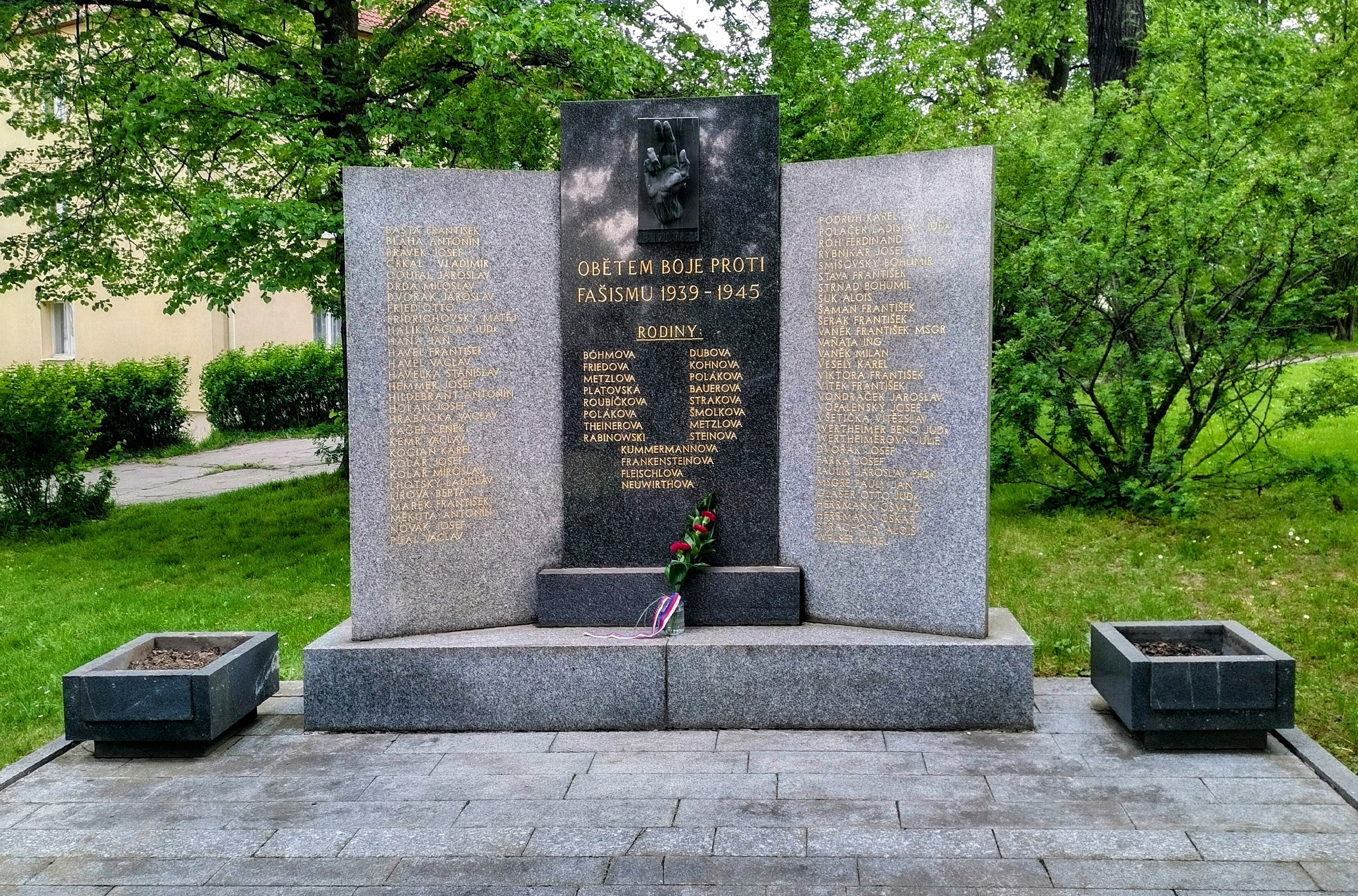
Жертвам боротьби з фашизмом 1939-1945 р.р.
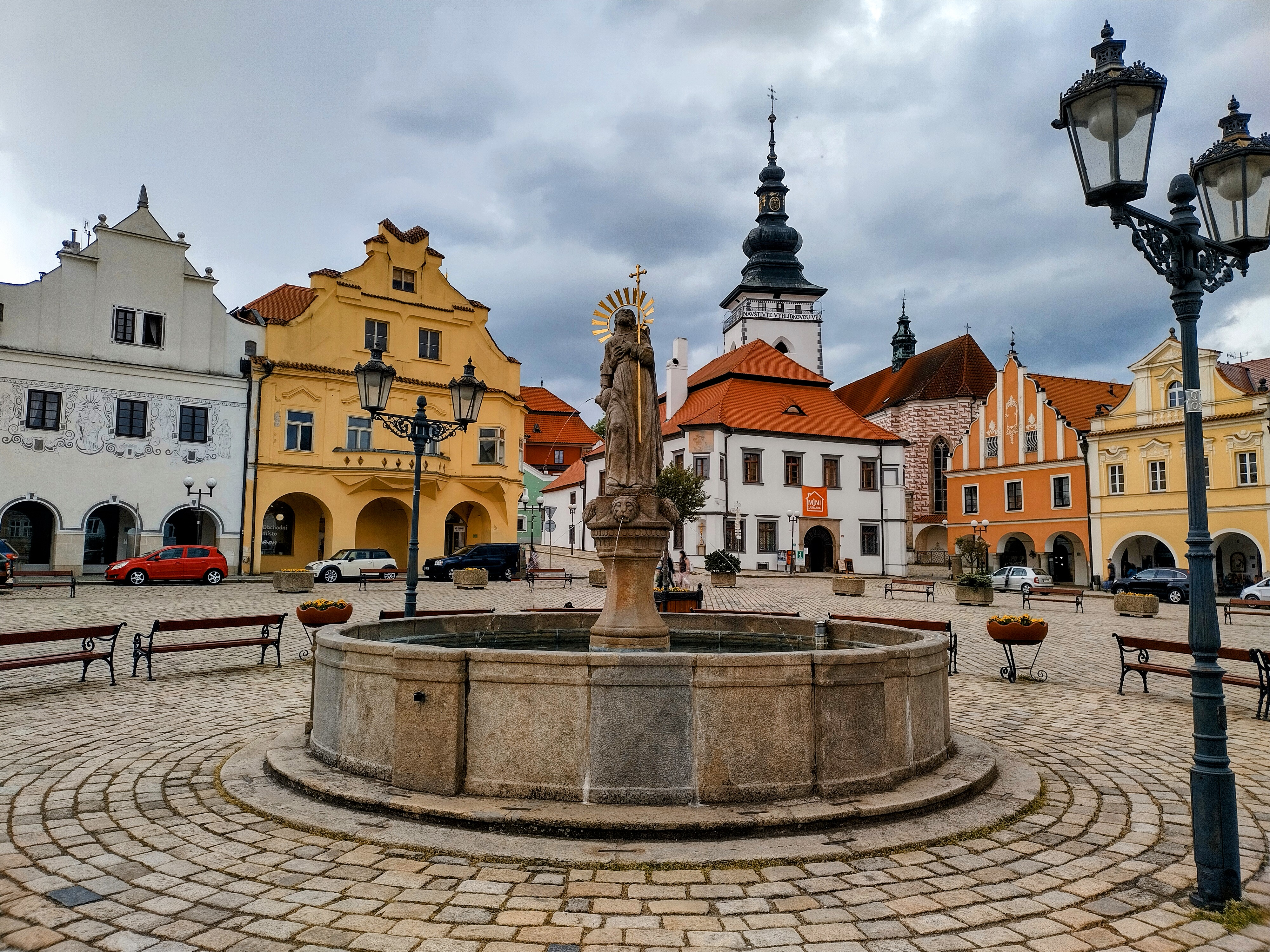
Фонтан зі статуєю Святого Якова
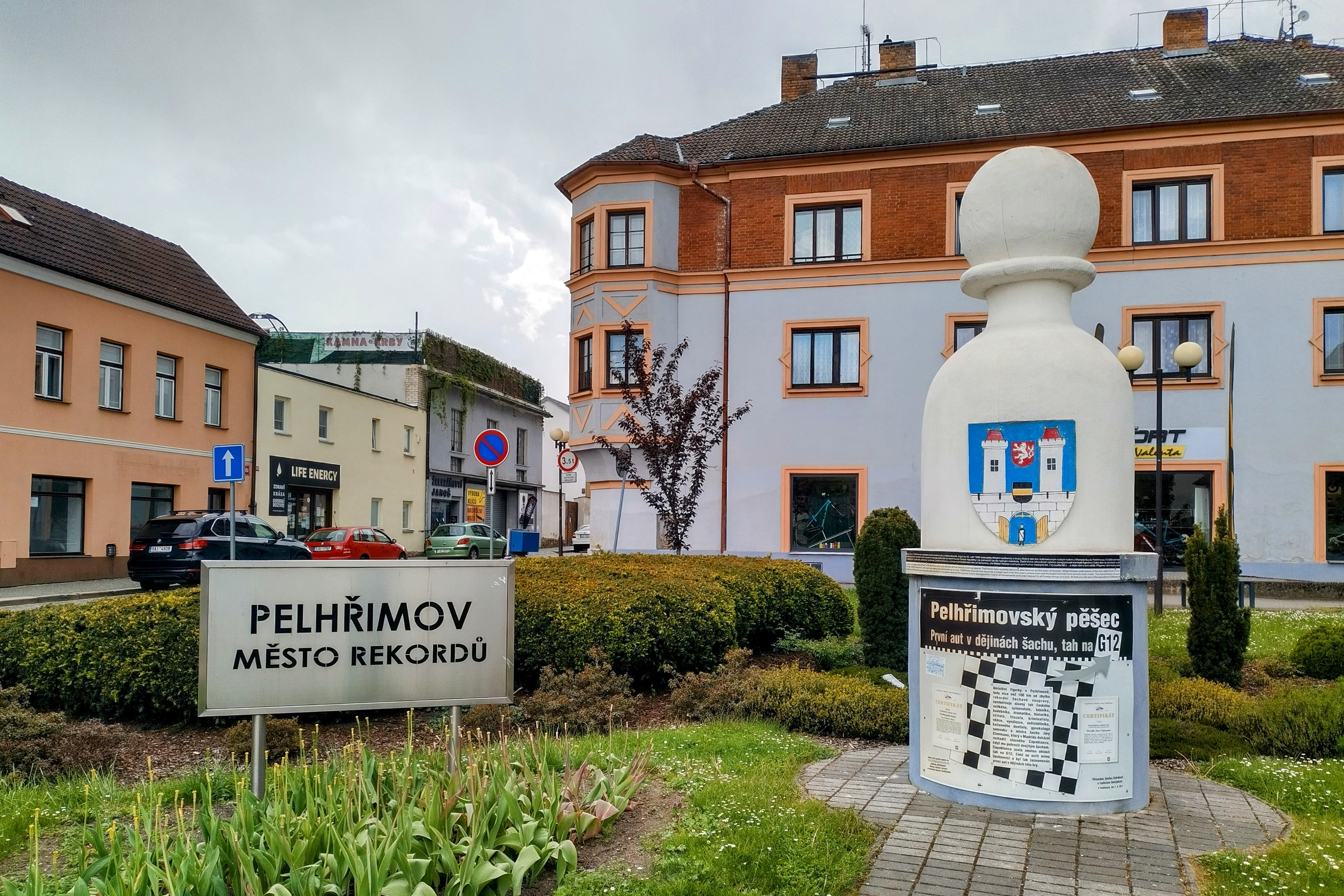
Пішак
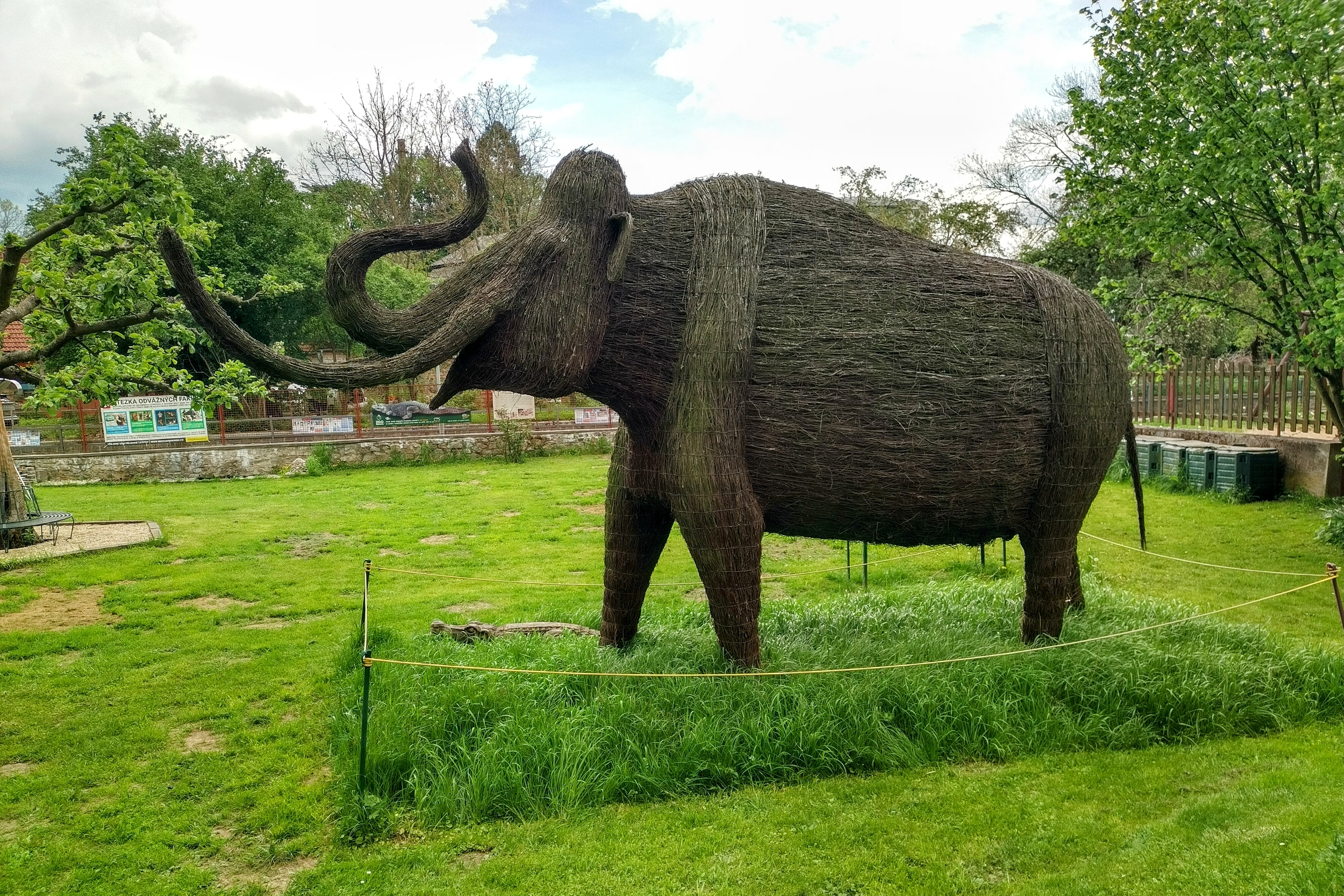
Березовий мамут у натуральну величину

## Міста-побратими
- Дольний Кубін, Словаччина
- Мукачеве, Україна
- Св. Валентин, Австрія